# Pittosporum simsonii
Pittosporum simsonii är en tvåhjärtbladig växtart som beskrevs av Montr. Pittosporum simsonii ingår i släktet Pittosporum och familjen Pittosporaceae. Inga underarter finns listade.